# Jaap Uilenberg
Jacobus (Jaap) Uilenberg (Enschede, 5 juni 1950) is een voormalig Nederlands voetbalscheidsrechter en anno 2008 coördinator scheidsrechterszaken van de voetbalbond KNVB en vicevoorzitter van de scheidsrechterscommissie van de UEFA. In 2001 wordt hij door FC Twente aangesteld als directeur voetbalzaken. In 2002 maakt hij de overstap naar de KNVB.

## Scheidsrechter
Uilenberg was lange tijd scheidsrechter van de KNVB. Hij maakte zijn debuut in de hoogste afdeling op 9 mei 1987 in het eredivisieduel tussen FC Den Bosch en BV Veendam (1-3). Uilenberg deelde in die wedstrijd twee gele kaarten uit en wel aan Cor Adriaanse en Hans Gillhaus, beiden van FC Den Bosch.
In 2000 spande de toen 49-jarige Uilenberg een kort geding aan tegen de KNVB omdat hij op basis van zijn leeftijd niet meer mocht fluiten in het betaald voetbal. Uilenberg won het geding, overigens samen aangespannen met collega-scheidsrechter Wout Schaap.

## Scheidsrechtersbaas
Tijdens zijn carrière als coördinator scheidsrechterszaken van de KNVB is er geregeld kritiek op Uilenberg. In het begin na zijn aanstelling begon hij met een column als internetscheidsrechter op de website van de KNVB waar hij inging op actuele zaken van het voetbalweekend. Dit leidde tot controverses waarop Uilenberg besloot om daar na één seizoen mee op te houden. Ook kwam hij in conflict met Dick Jol wat leidde tot het einde van Jols carrière. Het was het gevolg van een botsing van karakters en mentaliteit. Bij de laatste beoordeling van Jol werd hem door Uilenberg te verstaan gegeven dat hij op basis van de arbitraire beoordelingsrapporten van de KNVB niet meer bij de beste tien scheidsrechters van Nederland behoorde.

## Interlands
| Datum             | Wedstrijd                   | Uitslag | Competitie        | Kreeg geel | Kreeg voor de tweede keer geel en dus rood | Weggestuurd |
| ----------------- | --------------------------- | ------- | ----------------- | ---------- | ------------------------------------------ | ----------- |
| 7 juni 1989       | Denemarken – Engeland       | 1 – 2   | Vriendschappelijk | ?          | ?                                          | ?           |
| 15 november 1989  | Malta – Ierland             | 0 – 2   | WK-kwalificatie   | ?          | ?                                          | ?           |
| 12 september 1990 | Noord-Ierland – Joegoslavië | 0 – 2   | EK-kwalificatie   | 2          | 0                                          | 0           |
| 4 september 1991  | Spanje – Uruguay            | 2 – 1   | Vriendschappelijk | ?          | ?                                          | ?           |
| 7 mei 1992        | Zweden – Polen              | 5 – 0   | Vriendschappelijk | ?          | ?                                          | ?           |
| 26 mei 1992       | Ierland – Albanië           | 2 – 0   | WK-kwalificatie   | 1          | 0                                          | 0           |
| 6 juni 1993       | Australië – Nieuw-Zeeland   | 1 – 0   | WK-kwalificatie   | ?          | ?                                          | ?           |
| 15 oktober 1993   | Zuid-Korea – Irak           | 3 – 2   | WK-kwalificatie   | ?          | ?                                          | ?           |
| 22 oktober 1993   | Zuid-Korea – Saoedi-Arabië  | 1 – 1   | WK-kwalificatie   | ?          | ?                                          | ?           |
| 28 oktober 1993   | Saoedi-Arabië – Iran        | 4 – 3   | WK-kwalificatie   | ?          | ?                                          | ?           |
| 9 maart 1994      | Engeland – Denemarken       | 1 – 0   | Vriendschappelijk | ?          | ?                                          | ?           |
| 3 juni 1995       | Engeland – Japan            | 2 – 1   | Vriendschappelijk | 1          | 0                                          | 1           |
| 8 oktober 1995    | Kroatië – Italië            | 1 – 1   | EK-kwalificatie   | 7          | 0                                          | 1           |
| 15 november 1995  | Slowakije – Roemenië        | 0 – 2   | EK-kwalificatie   | 3          | 0                                          | 0           |